# Stawrula Tsolakidu
Stawrula Tsolakidu (gr. Σταυρούλα Τσολακίδου; ur. 24 marca 2000 w Kawali) – grecka szachistka, arcymistrzyni od 2016 roku.

## Kariera szachowa
Zdobyła tytuł arcymistrzyni w 2016, a męski tytuł mistrza międzynarodowego w 2018. Jest wielokrotną mistrzynią świata w szachach juniorek – zwyciężyła w kategorii do lat 14 w 2013, w kategorii do lat 16 w 2015 oraz w kategorii do lat 18 w 2016. W 2016 r. wygrała również Indywidualne Mistrzostwa Grecji kobiet w szachach klasycznych. Reprezentowała Grecję na pięciu olimpiadach szachowych – w 2014, 2016, 2018, 2022 oraz 2024.
Od marca 2016 roku zajmuje pierwsze miejsce wśród greckich szachistek na listach rankingowej FIDE.
Swój najwyższy ranking szachowy osiągnęła we wrześniu 2024 – 2444 (stan na wrzesień 2024).